# Alberto Pierri
Alberto Reinaldo Pierri (14 de junio de 1948) es un empresario argentino, propietario de la empresa Telecentro S.A. y expolítico justicialista que presidió la Cámara de Diputados de la Nación Argentina por una década durante la presidencia de Carlos Menem (1989-1999).

## Trayectoria política
A mediados de la década de 1970 adquiere distintas papeleras en San Justo y General Pacheco entre ellas Aeropel S.A. fundada por el Ing. Omar Hueso, que para aquella época tenía tres plantas en las localidades de San Justo, General Pacheco y la provincia de Tucumán.
Pierri entra en la política en 1985 cuando le ofrece a Antonio Cafiero papel para las boletas y una sede en el centro de la ciudad de Buenos Aires para su centro de campaña. Como recompensa, Cafiero le otorgó el puesto 14 en la lista de diputados nacionales. Electo diputado ese año, Pierri comenzó a disputarle poder al caudillo matancero Federico P. Russo, intendente de La Matanza entre 1983 y 1991. De hecho, desde 1985 Russo gobernó con el apoyo de Pierri.
En las internas justicialistas por la presidencia entre Antonio Cafiero y Carlos Menem, Pierri optó por el segundo y desde aquel entonces fue un fiel aliado del expresidente.
Pierri fue diputado nacional por cuatro períodos legislativos (1985-2001) y presidente de la cámara por diez años (1989-1999). Jefe de la agrupación justicialista Liga Federal y mano derecha del gobernador Eduardo Duhalde, juntos sancionaron la ley que modificó el Código Penal Argentino para sancionar la tenencia de estupefacientes para uso personal, en la primavera de 1989.
Entre sus logros, Pierri logró que se creara en 1989 la Universidad Nacional de La Matanza.
Al inicio de la década de 1990, Pierri comenzó a edificar su poderoso grupo multimedia; a la Papelera San Justo —que luego se llamaría Papelera Tucumán— Pierri le sumaría la radio zonal FM Nativa 101.7 —que luego sería Radio Energy/Latina 101.1—, el operador de cable Telecentro y la señal de noticias Canal 26.
Vecino de la localidad de Banfield, Alberto “El Muñeco” Pierri fue el “hombre fuerte” del Partido de La Matanza desde 1991 y “gobernó” el distrito a través del contador de sus empresas, el intendente Héctor C. Cozzi (1991-1999).
La posterior Papelera Tucumán, ex Aeropel Sacif, propiedad de Omar Hueso fue adquirida pero jamás pagada al anterior propietario, que falleció sin haber cobrado nada.
La relación de Pierri con Duhalde se rompe en 1999 cuando Pierri apoya la rerreelección de Menem en contra de las aspiraciones del gobernador.
Con la destitución de Cozzi en 1999, Pierri pierde el poder que tenía en La Matanza.
En 2003 Alberto Pierri lanzó su candidatura a gobernador de la Provincia de Buenos Aires —por el menemismo— con su partido Nuevo Buenos Aires y fue acompañado en la fórmula por Mirta Pérez, de la Comisión de Familiares de Víctimas de la Delincuencia.